# 7781 Townsend
7781 Townsend eller 1993 QT är en asteroid i huvudbältet som upptäcktes 19 augusti 1993 av den amerikanske astronomen Eleanor F. Helin vid Palomar-observatoriet. Den är uppkallad efter Charles Townsend.
Den tillhör asteroidgruppen Hungaria.